# Janvier 1797
Cette page présente les faits marquants du mois de janvier 1797.

## Événements

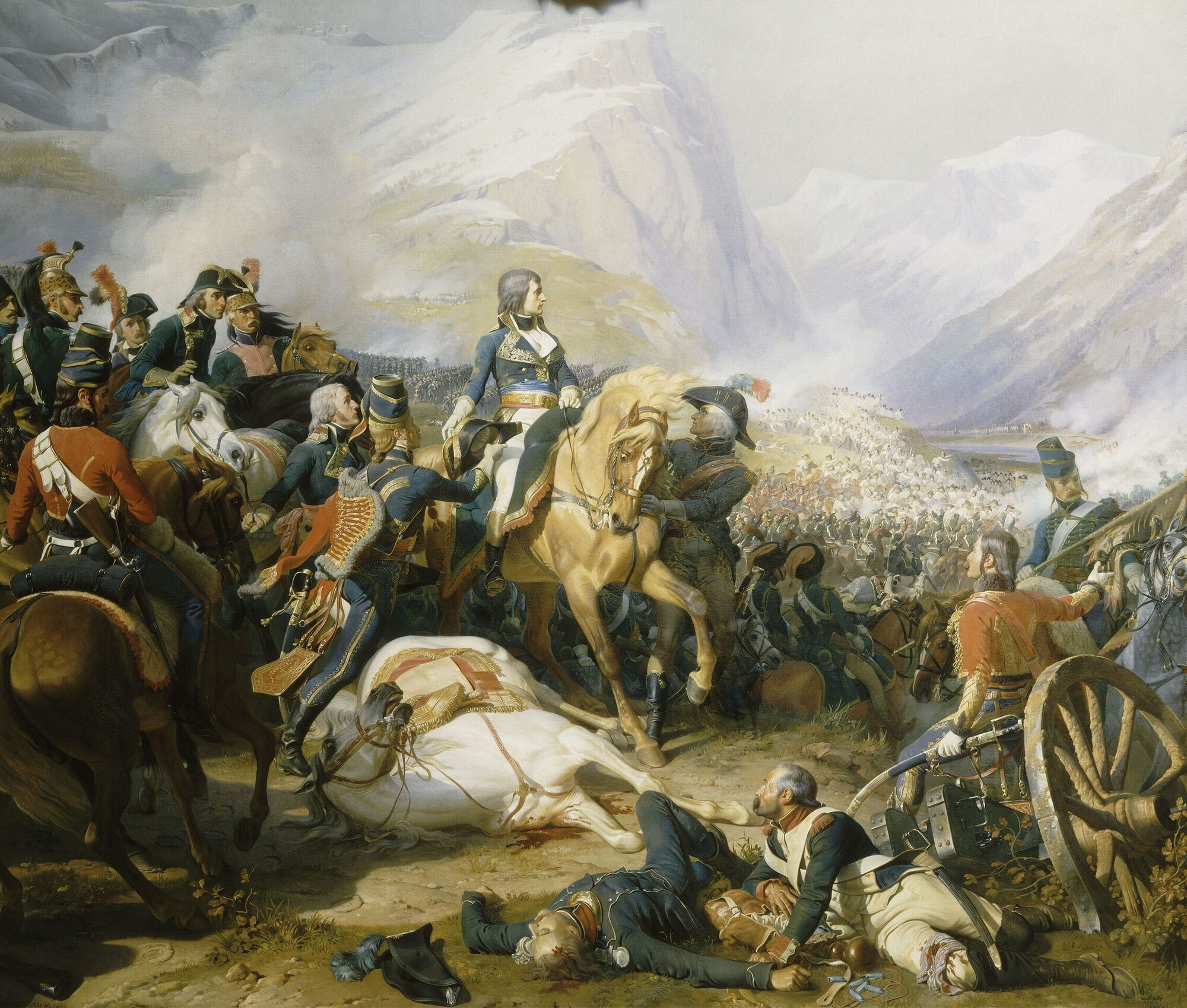
14 janvier : bataille de Rivoli, par Félix Philipoteaux, 1845

- Empire russe : le Trésor contracte un emprunt de 88 millions de florins sur le marché d’Amsterdam[1]. Liquidation de 5 millions d’assignats.

- 3 janvier : le Traité de paix et d'amitié américano-algérien est signé entre les États-Unis et la régence d'Alger à Alger.

- 10 janvier : fin du siège de Kehl

- 13 janvier, Empire russe (2 janvier du calendrier julien) : abolition par Paul Ier de Russie de l’article 15 de la Charte de la Noblesse de 1785 qui exemptait la noblesse de châtiments corporels[2].

- 13 - 16 janvier : naufrage du Droits de l'Homme dans la baie d'Audierne[3].

- 14 - 15 janvier (25-26 nivôse an V) : victoire de Bonaparte à Rivoli en Italie[4].

- 16 janvier : bataille de La Favorite.

## Naissances

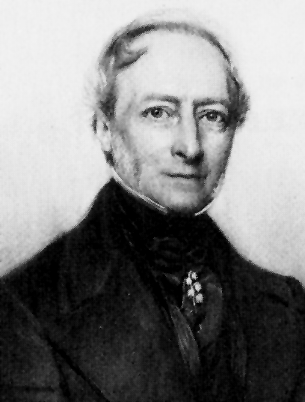
Frederick William Hope

- 3 janvier : Frederick William Hope (mort en 1862), zoologiste britannique.
- 4 janvier : Guillaume Beer (mort en 1850), astronome allemand.
- 11 janvier : Carl Rottmann, peintre († 1850).
- 31 janvier : Franz Schubert, compositeur († 19 novembre 1828).